# Episodi di Lab Rats: Elite Force
La prima stagione della serie televisiva Lab Rats: Elite Force è stata trasmessa negli Stati Uniti dal 2 marzo al 22 ottobre 2016 su Disney XD e in Italia dal 3 dicembre 2016 su Disney XD.
| nº | Titolo originale             | Titolo italiano         | Prima TV USA      | Prima TV Italia  |
| -- | ---------------------------- | ----------------------- | ----------------- | ---------------- |
| 1  | The Rise of Five             | Una nuova squadra       | 2 marzo 2016      | 3 dicembre 2016  |
| 2  | Holding Out for a Hero       | Cercasi eroe            | 9 marzo 2016      | 3 dicembre 2016  |
| 3  | Power Play                   | I superpoteri di Skylar | 16 marzo 2016     | 4 dicembre 2016  |
| 4  | The Superhero Code           | Il Codice del Supereroe | 23 marzo 2016     | 4 dicembre 2016  |
| 5  | Need for Speed               | Chi è il più veloce     | 30 marzo 2016     | 10 dicembre 2016 |
| 6  | Follow the Leader            | Il capo missione        | 6 aprile 2016     | 10 dicembre 2016 |
| 7  | The List                     | La lista                | 13 aprile 2016    | 11 dicembre 2016 |
| 8  | Coming Through in the Clutch | Trova il potere in te   | 25 luglio 2016    | 11 dicembre 2016 |
| 9  | The Intruder                 | L'intruso               | 10 settembre 2016 | 17 dicembre 2016 |
| 10 | The Rock                     | La pietra               | 17 settembre 2016 | 17 dicembre 2016 |
| 11 | Home Sweet Home              | Casa dolce casa         | 24 settembre 2016 | 18 dicembre 2016 |
| 12 | Sheep-Shifting               | Una pecora per amico    | 1 ottobre 2016    | 14 gennaio 2017  |
| 13 | Game of Drones               | Gara di droni           | 8 ottobre 2016    | 14 gennaio 2017  |
| 14 | They Grow Up So Fast         | Crescono così in fretta | 15 ottobre 2016   | 15 gennaio 2017  |
| 15 | The Attack                   | L'attacco               | 22 ottobre 2016   | 15 gennaio 2017  |

## Una nuova squadra
- Titolo originale: The Rise of Five
- Diretto da: Guy Distad
- Scritto da: Chris Peterson & Bryan Moore

### Trama
Dopo gli eventi del finale di Lab Rats, Davenport presenta Chase e Bree al quartier generale della loro nuova squadra a Centium City e ai nuovi compagni di squadra Kaz, Oliver e Skylar; insieme formeranno un Elite Force. Kaz vuole immediatamente trovare le persone che hanno recentemente distrutto il Mighty Med, mentre gli altri vogliono prima inventare un piano. Una scatola misteriosa poi frantuma la loro finestra, che contiene un flash drive che mostra un video delle due persone che hanno distrutto il Mighty med. La coppia dichiara che kaz, Oliver e Skylar saranno eliminati come chiunque altro li protegga. Kaz corre a cercare i colpevoli e li incontra in un vicolo, ma è sorpreso di scoprire che sono i mutaforma Roman e Riker, i figli di un ex supereroe di nome Rodisio i cui superpoteri Kaz e Oliver avevano precedentemente portato via per salvare la sua vita e, in quanto tale, Roman e Riker vogliono eliminare Kaz e Oliver per vendicarsi. Si svolge uno scontro tra i cattivi e la Elite Force, ma alla fine vengono messi fuori combattimento e Roman e Riker portano via Skylar. Gli eroi rimasti in seguito individuano i cattivi e Skylar e Oliver congela la nuvola in cui si uniscono Roman e Riker. Mentre la squadra Elite Force festeggia con un selfie di squadra, Roman e Riker scappano.
- Guest Star: Hal Sparks (Donald Davenport), Booboo Stewart (Roman), Ryan Potter (Riker)

## Cercasi eroe
- Titolo originale: Holding Out for a Hero
- Diretto da: Guy Distad
- Scritto da: Mark Brazill

### Trama
Oliver lavora per dominare i suoi superpoteri dopo essere stato offuscato da Kaz durante l'allenamento. Nel frattempo, Bree dice che Skylar è come una sorella per lei. Più tardi, Kaz scopre un nuovo superpotere, che gli permette di sparare fuoco dalla bocca e Chase e Davenport sono impressionati; Oliver, invece, si sente intimidito. Bree sta avendo problemi a legare con Skylar perché sul suo pianeta tutte le ragazze si picchiano con i loro fratelli come un modo per divertirsi e mostrare amore per loro, ma alla fine superano le loro divergenze. Oliver scopre un nuovo superpotere che chiama “Dita cicloniche”, ma quando lo mostra a Davenport, le cose vanno male e lo fa cadere dal palazzo. Davenport riesce ad appendersi a un busto della sua testa sul lato del grattacielo, ma viene salvato da Oliver.
- Guest star: Hal Sparks (Donald Davenport)

## I superpoteri di Skylar
- Titolo originale: Power Play
- Diretto da: Guy Distad
- Scritto da: Andy Schwartz

### Trama
Oliver ha sempre avuto una grande cotta per Skylar, e ora che Oliver ha dei superpoteri, a Skylar non piace perché ha perso i suoi superpoteri. Chase decide di trovare una soluzione per restituire a Skylar i suoi superpoteri, ma deve iniettare carbone nel suo corpo, sebbene sia la sua unica debolezza. Oliver si ingelosisce perché vuole essere lui a restituire a Skylar i suoi superpoteri, quindi Chase decide di lasciare che Oliver prenda il merito nonostante sia riluttante a farlo. Dopo aver iniettato la cura, Skylar inizia a diventare debole e malato dal carbone e tossisce con il vapore che può uccidere chiunque nell'edificio. Skylar si tira indietro e recupera i suoi superpoteri e scopre che la malattia è solo un effetto collaterale. Nel frattempo, Kaz va dietro la schiena di Bree e accetta di fare da babysitter al maiale della signora Ramsey; tuttavia, questo è solo uno schema per la donna che impersona il proprio vicino per derubare l'attico. Più tardi, il maiale ha eliminato sia Kaz che Bree e li ha bloccati sul balcone e poi guardano la signora Ramsey che ruba tutto finché Kaz non nota una finestra aperta sopra di loro e vola di nuovo nell'attico. Chase, Oliver e Skylar salgono al piano di sopra e Skylar ferma la signora Ramsey con i suoi superpoteri appena restaurati.
- Guest Star: Patrika Darbo (Sig.ra Ramsey)

## Il Codice del Supereroe
- Titolo originale: The Superhero Code
- Diretto da: Victor Gonzalez
- Scritto da: Julia Miranda

### Trama
Quando il fratellino di Kaz, Kyle, viene a trovarlo, Kaz diventa geloso del fatto che a Kyle sembra piacere Chase più di lui, e Kaz non può rivelare la sua identità di supereroe a causa del "codice del supereroe". L'atteggiamento di controllo di Chase sale sui nervi di Kaz e Kaz e Kyle esplorano le aree non autorizzate della base. Kyle finisce intrappolato dopo aver incasinato il computer del mainframe e Chase tenta di farlo uscire dalla gabbia, ma viene buttato fuori da uno shock dalla gabbia. Kaz è costretto a rivelare la sua identità di supereroe e usa la sua potenza di fuoco per rompere la gabbia. Mentre Kaz sta per rivelare la verità, Kyle pensa che Kaz sia bionico, con cui va avanti. Oliver e Skylar sono d'accordo sul fatto di passare per bionici in pubblico in modo che possano usare liberamente i loro superpoteri.
- Guest Star: Tristan Devan (Kyle)

## Chi è il più veloce
- Titolo originale: Need for Speed
- Diretto da: Victor Gonzalez
- Scritto da: Greg Schaffer

### Trama
Douglas va a visitare la squadra e vuole ideare delle tute da missione per loro. Questo lo mette in competizione con Chase, che decide di farle per conto proprio. Chase lavora con Kaz, mentre Douglas lavora con Oliver, ma entrambi i risultati sono scadenti. Chase e Douglas decidono di mettere da parte le loro differenze e lavorare insieme per creare le migliori mute da missione per la squadra. Nel frattempo, Bree sta filmando una pubblicità di scarpe, ma la super-velocità di Skylar viene notata da Tony, il regista. Allora lei e Bree gareggiano in una gara di super velocità.
- Guest Star: Jeremy Kent Jackson (Douglas Davenport), Johnathan McClain (Tony)

## Il capo missione
- Titolo originale: Follow the Leader
- Diretto da: Guy Distad
- Scritto da: Ken Blankstein

### Trama
Dopo che Chase è rimasto indietro durante una missione perché Perry ha sparato ai comandi dell'iperlift, Skylar entra come capo missione. Tuttavia, questo rende Chase geloso, e alla prossima missione, quando Skylar è al piano di sotto con Perry, Chase disabilita l'hyperlift. Perry aiuta Skylar fuori dal quartier generale e nel sito della missione attraverso i tunnel sotterranei che Perry ha usato per irrompere nel quartier generale. Nel luogo della missione, il tunnel diventa instabile e quasi collassa su Skylar e Perry, ma Chase li spinge via; tuttavia, li intrappola nel processo. Perry dice a Skylar che Chase ha disabilitato l'hyperlift prima della missione in modo che potesse essere nuovamente capo missione e successivamente Chase ammette che temeva di perdere il rispetto dell'intera squadra. Dall'altro lato delle macerie, Kaz riesce a creare un tunnel stabile dove Chase, Skylar e Perry sono intrappolati e li salva. Più tardi, quando Skylar gli viene chiesto dal resto della squadra perché ha perso la missione, dice loro che l'hyperlift ha funzionato di nuovo male. Quando Chase chiede perché non ha detto nulla dell'incidente, spiega che era esattamente lo stesso modo in cui si sentiva quando aveva perso i suoi superpoteri e che non avrebbe desiderato che ciò accadesse a nessuno. Perry usa questa opportunità per ricattare Chase per farle un attico accanto al loro.
- Guest Star: Maile Flanagan (Perry)

## La lista
- Titolo originale: The List
- Diretto da: Victor Gonzalez
- Scritto da: Kenny Byerly

### Trama
La squadra riceve una scatola da Davenport con tutti i gadget che hanno usato a Mission Creek. Chase ospita una riunione di gruppo e compila un elenco di tutti i supereroi di Mighty Med e li avverte che vengono cacciati. Insieme al mentore e al primo amico di Skylar: Balestra. Skylar vuole vederla di nuovo, ma Chase rifiuta. Skylar è preoccupato che Crossbow non abbia ricevuto il messaggio e lei e Oliver hanno deciso di trovarla. Quando se ne vanno, si scopre che Roman e Riker hanno origliato su di loro come corvi. Non appena iniziano a partire, Roman si presenta e attacca la Balestra che subisce un duro colpo. Quando Bree parla delle bambole con cui Kaz stava giocando, non lo ricorda perché non è Kaz e si trasforma in Riker, che stava cercando la lista. Di ritorno al parco, Oliver cerca di attaccare Roman, ma è facilmente sconfitto; poi Skylar lo attacca, ma anche lei viene sconfitta. Mentre Roman tenta di andarsene con Crossbow, Riker si presenta e lo informa che gli altri supereroi sanno della loro presenza. Chase e Bree seguono Riker al parco e Roman e Riker cercano di formare il loro sciame mortale. Bree informa Roman che Riker è bloccato in un congelatore, facendo sì che Roman faccia un patto. Skylar è d'accordo e Bree riporta Riker; tuttavia, quando Roman lancia la lista a Riker, la Balestra la distrugge e viene sconfitta nel processo. Skylar si arrabbia e attacca Roman e Riker e li sconfigge. Ritiro romano e Riker. Più tardi, Kaz e Oliver sono in grado di rianimare la balestra.
- Guest star: Booboo Stewart (Roman), Ryan Potter (Riker), Eric Steinberg (Rodissiius)

## Trova il potere in te
- Titolo originale: Coming Through in the Clutch
- Diretto da: Hal Sparks
- Scritto da: Jason Dorris

### Trama
Quando l'eroe di Oliver si trova in città, si eccita e vuole incontrarlo alla Celebrazione di invio delle Olimpiadi al parco. Kaz, Oliver e Skylar vanno incontro a Clutch mentre Chase e Bree partecipano a una competizione di mini-olimpiadi per bambini, dove incontrano Bob. Quando arriva Clutch, mostra le sue abilità, impressionando Oliver. Tuttavia, le cose vanno male quando Oliver chiede a Kaz di tenere il suo segno e Clutch nota invece Kaz e chiede a Kaz di essere il suo spotter, il che fa sì che Oliver diventi geloso. Clutch tenta di sollevare 1 000 sterline, ma inizia rapidamente a lottare; quando Oliver tenta di aiutare, fa cadere il peso sul piede di Clutch. Più tardi, Oliver è dispiaciuto per aver ferito il suo eroe e Skylar corre all'ospedale e rapisce Clutch. Porta Clutch all'appartamento e Skylar parla con Oliver per sistemarlo con le sue vecchie forniture Mighty Med. Nel frattempo, Bree ha trovato una bambina di nome Zoe che originariamente stava andando a competere nella competizione con suo padre; tuttavia, qualcosa è venuto fuori e Bree decide di diventare il suo nuovo allenatore, anche se il suo piano è anche quello di usare la sua bionica. Quando Chase vede che Zoe sta vincendo, imbroglia e usa la sua bionica per trattenere Zoe, così Bree usa la sua bionica e spinge Bob indietro. Chase e Bree iniziano a combattere mentre Bob e Zoe corrono verso il traguardo.
- Guest star: Sanai Victoria (Zoe), Brandon Salgado-Telis (Bob), Justin Lopez (Clutch)

## L'intruso
- Titolo originale: The Intruder
- Diretto da: Jody Margolin Hahn
- Scritto da: Ken Blankstein

### Trama
Un ragazzino geniale di dieci anni che vive sul pavimento sotto l'Elite Force riesce a penetrare nell'attico, così Chase migliora il sistema di sicurezza installando gli scanner retina, ma il ragazzo riesce a rientrare perché ha hackerato il chip di Chase. Successivamente usa il suo tablet per fare in modo che Chase disabiliti il sistema di sicurezza. Nel frattempo, gli altri stanno facendo una gara per determinare chi può resistere più a lungo senza usare superpoteri o poteri bionici e fanno due squadre: Oliver e Kaz contro Bree e Skylar. Bree usa la sua super velocità quando Oliver mente e dice di vedere Harry Styles da One Direction davanti al loro edificio. Per rappresaglia, Bree chiede di prendere in prestito il telefono di Oliver e lo butta via dalla terrazza e Oliver usa il suo potere volante per inseguirlo, il che lo squalifica. Bree prova la stessa cosa con Kaz buttando via molti dei suoi oggetti di valore, ma resiste non usando i suoi superpoteri. Nel frattempo, l'app per il magnetismo di Chase ha funzionato male a causa di ciò che AJ ha fatto al suo chip e ogni oggetto metallico inizia a volare verso Chase. Di conseguenza, Kaz e Skylar devono mettere in attesa la gara per aiutare Chase. AJ quindi si rende conto che la capsula di Chase può ripristinare il suo sistema operativo e risolvere il problema mentre Oliver e Bree fanno rapidamente cadere la capsula. Con Chase salvato, la competizione è tornata e Bree riesce a ingannare Kaz usando i suoi superpoteri usando il suo cyber mantello per fingere di essere Oliver e farlo licenziare la griglia; di conseguenza, le ragazze vincono il concorso.

## La pietra
- Titolo originale: The Rock
- Diretto da: Hal Sparks
- Scritto da: Mark Brazill

### Trama
AJ rivela di sapere che Kaz, Oliver e Skylar sono supereroi e compila un elenco dell'utilità della squadra, causando sentimenti feriti con Chase e Bree. Nel frattempo, Oliver scopre che Kaz ha tenuto in custodia l'Arcturion, sebbene non ne fosse a conoscenza, e Chase dice a Kaz e Oliver di portare l'Arcturion a Facility Y, che è uno dei magazzini di Davenport. Tuttavia, scoprono che manca e sospettano AJ che ne era rimasto affascinato prima. Chase prende AJ fuori dall'attico per la rabbia, ma in seguito la squadra si rende conto che Bree l'ha presa perché era gelosa degli altri. Nel frattempo, Bree progetta di toccare l'Arcturion per ottenere più poteri, ma Skylar fa esplodere l'Arcturion prima che Bree possa afferrarlo; tuttavia, la deflagrazione reindirizza e colpisce Bree. In seguito, Chase è determinato ad aumentare il suo grado e costruisce una bici al passaggio del mouse con AJ per poter raggiungere le missioni più velocemente; tuttavia, quando la bici scompare e si scopre che AJ l'ha presa, Chase, Kaz e Oliver vanno in suo soccorso. Nel frattempo, Bree si indebolisce dall'esplosione dell'Arturion e Skylar è costretta a toccare l'Arcturion per reindirizzare la sua energia di guarigione a Bree. Tuttavia, ha un costo perché Skylar perde alcuni dei suoi superpoteri. Dal momento che Bree ha stabilito un contatto indiretto con l'Arcturion, acquisisce superpoteri noti come generazione termo touch e anello protonico, che rende Bree il primo ibrido di supereroi bionici al mondo, e Bree e Skylar accettano di mantenere i nuovi poteri di Bree un segreto per ora.
Guest star: Elisha Henig (AJ)

## Casa dolce casa
- Titolo originale: Home Sweet Home
- Diretto da: Victor Gonzalez
- Scritto da: Andy Schwartz

### Trama
Ricevono in visita l'amica di Skylar Scarlett di Caldera. Cerca di convincere Skylar a tornare a Caldera. Ma quando lei rifiuta, Scarlett la rapisce e la porta a Caldera e la imprigiona. Scarlett rivela che Caldera sta avendo una guerra civile con quelli che vogliono aiutare gli altri e l'opposizione, che vogliono aiutare se stessi e lei fa parte dell'opposizione. Bree e Oliver scoprono di Skylar e si dirigono verso Caldera per salvarla. Lì Bree rivela i suoi nuovi superpoteri ad Oliver quando vengono attaccati da Scarlett. Oliver e Bree trovano Skylar ma sono purtroppo imprigionati con Skylar. Scarlett minaccia Oliver e Bree a meno che Skylar non si unisca. Skylar è d'accordo ed è spogliato dei suoi poteri. Bree manda una mail a Chase. Skylar rivela che sta lasciando la squadra e si unisce all'opposizione. Nel frattempo, Chase crea una ragazza robotizzata di nome Sabrina. Ma si innamora di Kaz. Chase crea più fidanzate ma si innamorano di Kaz. Quando ricevono il messaggio di Bree si dirigono verso Caldera. Quando Bree e Oliver cercano di lasciare Caldera, Oliver si rifiuta di lasciare Skylar ma viene sconfitto da Scarlett, che li imprigiona in una gabbia di metallo che sorvola la lava. Chase, Kaz e le ragazze robotiche vengono e li salvano. Bree rivela i suoi superpoteri a Kaz e Chase quando li usa per sconfiggere Scarlett. Scarlett tenta di uccidere il gruppo ma cade alla sua morte cercando di farlo. Una volta tornati a casa, Skylar è depressa per la guerra civile di Caldera. Ma Bree la informa che la Terra è la sua casa. Kaz e Chase fanno uno scherzo a Oliver usando le ragazze robot.
- Guest star: Angeline Appel (Christina)
- Nota: questo è uno speciale di 1 ora che in Italia è stato diviso in due parti.

## Una pecora per amico
- Titolo originale: Sheep-Shifting

Chase tenta di imparare di più sulle abilità mutevoli di Roman e Riker sviluppando una pozione. Mentre Chase non è in giro, Kaz beve la pozione per testarla su se stesso e ottenere abilità mutevoli. Mentre dimostra le sue abilità a Oliver e Skylar, Kaz si trasforma in una pecora, ma non è in grado di tornare al suo aspetto umano. Chase scopre che Kaz ha bevuto la pozione e spiega che quando è diventato una pecora, ha anche assunto la sua capacità mentale, impedendogli di sapere come tornare indietro. Gli effetti della pozione alla fine svaniscono e Kaz ritorna al suo ex sé. Nel frattempo, Perry rivela a Bree di aver recitato in una serie televisiva quando era bambina e che un membro del cast o della troupe è morto ogni Halloween dopo la fine della serie. Poiché Perry è l'ultimo membro sopravvissuto, teme per la sua vita, quindi Bree la protegge.
- Guest star: Maile Flanagan nel ruolo di Perry

## Gara di droni
- Titolo originale: Game of Drones

Oliver diventa geloso quando Kaz inizia a trascorrere del tempo con Chase per costruire un drone per una corsa di droni. Chase accetta di implementare le idee insolite di Kaz nel design dei droni, ma rivela a Oliver che ha intenzione di rimuovere i progetti prima della competizione per aumentare le possibilità di vincita. Dopo che Oliver ha raccontato a Kaz dei piani di Chase, lui e Kaz decidono di prendere uno dei droni di Davenport ed entrare nella competizione contro Chase. Alla competizione, Chase dice a Kaz e Oliver che il drone che hanno attivato è un drone di attacco progettato per distruggere ogni minaccia che sente. Chase rivela anche di aver scelto di lasciare intatte le idee di design di Kaz. Nel frattempo, Perry rivela che proviene da una famiglia di persone circensi e che le donne della sua famiglia erano abili camminatrici sul filo del rasoio. Perry, sentendo il bisogno di raggiungere un risultato tutto suo, decide di camminare sul filo del rasoio tra due grattacieli, il che rende nervoso Bree per la sicurezza di Perry. Più tardi, Perry sfortunatamente scivola sul filo del rasoio dopo l'attacco che il drone le vola dietro, sebbene riesca ad afferrare la corda prima di cadere. Il drone d'attacco prende di mira Perry, che lo distrugge con il suo ombrello.
- Guest star: Maile Flanagan nel ruolo di Perry

## Crescono così in fretta
- Titolo originale: They Grow Up So Fast

Chase diventa ossessionato dallo sviluppo di un dispositivo di inversione dell'età dopo che Kaz ha utilizzato un'app per telefoni cellulari per mostrargli come apparirà quando sarà più grande. Nel frattempo, Tasha porta sua figlia Naomi a visitare l'Elite Force. Naomi piange ogni volta che viene trattenuta da Bree, che diventa geloso quando vede che a Naomi piace essere trattenuto da Skylar. Tasha dice che ha avuto poco tempo libero da quando Naomi è nata e chiede alla squadra se guarderanno il bambino per un po' '. Nonostante non sia molto amata da Naomi, Bree insiste nel prendersi cura del bambino per dimostrare a Tasha di potersi fidare. Mentre Bree viene distratta pulendo le pappe dalla camicia, Naomi si allontana e trova il centro di comando della missione, dove usa il dispositivo anti-invecchiamento di Chase; tuttavia, il dispositivo non è finito e invecchia invece Naomi a un sedicenne. Tasha ritorna e incontra il vecchio Naomi, che secondo Skylar e Bree è in realtà un loro amico. Quando Chase non è in grado di trasformare Naomi in un bambino, Bree si rende conto che deve confessare a Tasha. Mentre Bree sta per dirlo a Tasha, Chase capisce come riportare indietro Naomi e lo fa con successo senza che Tasha scopra cosa è successo.
- Guest guest: Angel Parker nel ruolo di Tasha, Camille Hyde nel ruolo di Naomi

## L'attacco
- Titolo originale: The Attack

Chase Davenport presenta alla squadra la sua nuova ragazza, "Reese". Dopo molti litigi e molte avventure strane, in città succede il panico e la squadra arriva in città. "Roman e Riker", a un certo punto, fanno perdere i sensi alla squadra. Una volta svegliati, la squadra si trova davanti il padre di "Roman & Riker" e lo affrontano. Il padre rivela loro che non volevano portare lì i supereroi, ma che la squadra si allontanasse dalla loro scrivania. Kaz e Bree sospettano Reese; Chase non ci crede, visto che pensa che lei non lo tradirebbe mai, ma il padre di "Roman e Riker" lo contraddice, rivelando che Reese sia sua figlia. Così, la squadra corre a casa, ma prima di seguire il gruppo, Bree stende l'uomo. A casa, Reese, in laboratorio, riesce a scaricare la lista dei supereroi e anche a bloccare il loro accesso per avvisarli. Douglas scende in laboratorio e la trova. Reese, allora, lo attacca con un colpo potente e dopo gliene da un altro che riesce a indebolire il suo battito cardiaco. Successivamente, Reese, con la lista, raggiunge il padre in città, ancora a terra. Reese dice a lui che riusciranno a eliminare tutti i supereroi, compresi i membri dell"Elite Force"; successivamente si trasforma in una nube nera e, con il padre, se ne va.